# Krieg und Freitag

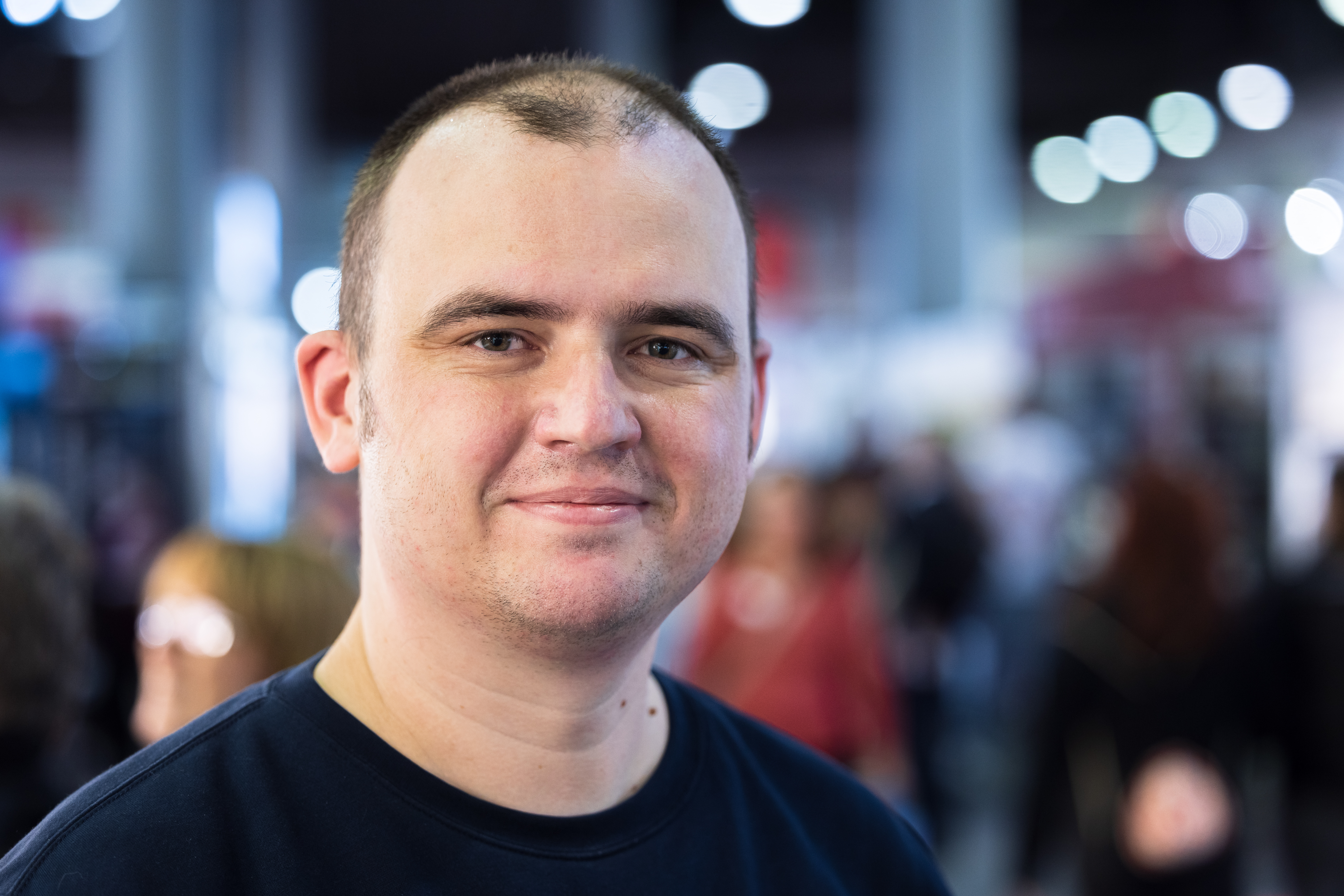
Krieg und Freitag auf der Frankfurter Buchmesse 2022

Krieg und Freitag (eigentlich Tobias Vogel; * 18. September 1982 in Krefeld) ist ein deutscher Comiczeichner, -autor und Cartoonist.

## Leben
Der Name Krieg und Freitag entstand, als der gebürtige Krefelder Vogel, der bei einer Versicherung arbeitet, in seinem Handy „Krieg und Frieden“ eintippen wollte, dabei aber Freitag statt Frieden schrieb. Unter dem Pseudonym @kriegundfreitag veröffentlicht er seit 2017 auf den sozialen Netzwerken Twitter, Facebook und Instagram humorvolle Strichmännchen-Zeichnungen. Die erste mediale Aufmerksamkeit erhielt er im August 2018 mit einer Spendenaktion für den Sächsischen Flüchtlingsrat anlässlich fremdenfeindlicher Vorkommnisse. Im Oktober 2018 startete Vogel gemeinsam mit Andre Lux (alias „Egon Forever!“) unter dem Namen „Forever! Freitag“ einen Podcast. 2019 gewann er in der Kategorie Kultur und Unterhaltung den Grimme Online Award. Ein Jahr später erhielt er den Publikumspreis des Max-und-Moritz-Preis. Gemeinsam mit Piero Masztalerz, Johannes Floehr sowie Ella Carina Werner bildet er im Centralkomitee die monatliche Lesebühne „Dem Pöbel zur Freude“. Im Juli 2024 initiierte er eine Aktion gegen Rechts, bei der er ankündigte, pro gespendeten fünf Euro einen Strichmenschen zu zeichnen. Es kamen 64.480 Euro für Kein Bock auf Nazis zusammen.
Im November 2019 erschien sein Buch Schweres Geknitter im Lappan Verlag. Seine weiteren Bücher veröffentlichte Krieg und Freitag bis 2023 ebenfalls bei Lappan; mit @kriegundfreitag: Das Männchen ohne Eigenschaften erschien außerdem im Jahr 2024 ein Buch bei Reclam.

## Auszeichnungen
- Grimme Online Award 2019: Ausgezeichnet in der Kategorie Kultur und Unterhaltung[10]
- Max-und-Moritz-Preis 2020: Publikumspreis für Schweres Geknitter

## Veröffentlichungen
- Schweres Geknitter. Lappan, Oldenburg 2019, ISBN 978-3-8303-3570-2.
- #ichgebeauf: Kreative Herausforderungen für Menschen, denen das Leben eigentlich schon Herausforderung genug ist. Lappan, Oldenburg 2020, ISBN 978-3-8303-3574-0.
- 24 Gründe, warum du noch Zeit hast, Geschenke zu kaufen: @kriegundfreitag Adventskalender. Lappan, Oldenburg 2020, ISBN 978-3-8303-7902-7.
- Psyche, du kleiner Schlingel. Lappan, Oldenburg 2021, ISBN 978-3-8303-3613-6.
- Babysachen. Lappan, Oldenburg 2021, ISBN 978-3-8303-6380-4.
- Liebesdinge von @kriegundfreitag: Mit dir möchte ich welk werden. Lappan, Oldenburg 2022, ISBN 978-3-8303-6388-0.
- Du bist für mich wie Weihnachten. Lappan, Oldenburg 2022, ISBN 978-3-8303-6407-8.
- Um die Wette existieren. Lappan, Oldenburg 2023, ISBN 978-3-8303-3672-3.
- @kriegundfreitag: Das Männchen ohne Eigenschaften. Reclam, Ditzingen 2024, ISBN 978-3-15-014578-4.